# Tom Keune

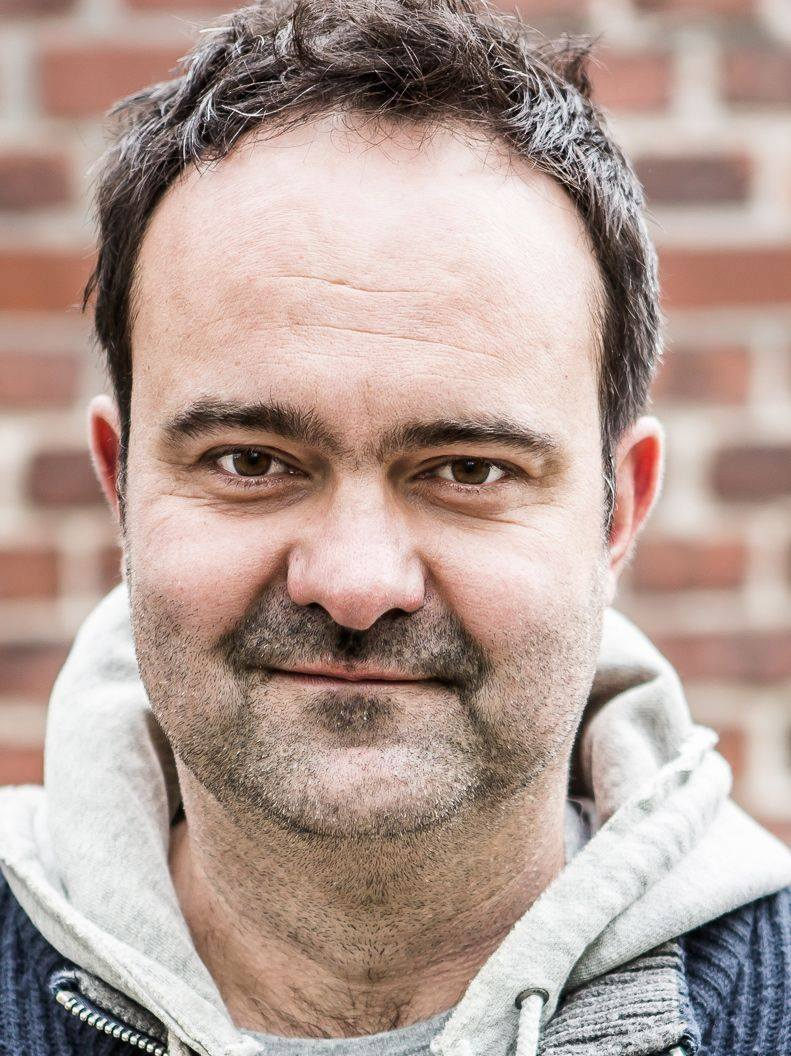
Tom Keune (2017)

Tom Keune (* 30. Juni 1975 in Aachen) ist ein deutscher Schauspieler.

## Leben
Nach seinem Abitur am Ritzefeld-Gymnasium in Stolberg absolvierte Keune von 1996 bis 2000 eine Ausbildung zum Schauspieler an der Schauspielschule Kiel.
In Festengagements am Theater Kiel, Theater Junge Generation Dresden, Gerhart-Hauptmann-Theater Görlitz-Zittau, Landestheater Schwaben und am Theater Plauen-Zwickau spielte er von 2000 bis 2011 Hauptrollen (u. a. Romeo in Romeo und Julia, Mephisto in Faust, Paul Werner in Minna von Barnhelm, Impresario in Der Hungerkünstler geht, Schupo Alfons Klostermeyer in Glaube Liebe Hoffnung). Am Theater Plauen-Zwickau entwickelte er mit dem Regisseur Konradin Kunze, der Bühnenbildnerin Léa Dietrich und der Dramaturgin Ulrike Carl die Bühnenfassung des Romans Bombel von Mirosław Nahacz und spielte die Hauptrolle. Die Uraufführung fand im Dezember 2009 auf der Kleinen Bühne des Theaters Plauen-Zwickau statt.
Keune arbeitet als Film- und Fernsehschauspieler, unter anderem für Fernsehserien wie Letzte Spur Berlin, SOKO Leipzig, Die Kanzlei und Pastewka, Fernsehreihen wie Die Eifelpraxis, Polizeiruf 110, Tatort und Der Prag-Krimi sowie Kinofilme wie Vorwärts immer!, High Society und Catweazle. 2021 übernimmt Keune eine durchgehende Hauptrolle in der zweiten Staffel von All You Need, der ersten Serie der ARD mit schwulen Hauptcharakteren. Der Film Am Ende der Wald, in dem Keune die Hauptrolle des Armin spielt, wurde 2017 mit einem Academy Award in der Kategorie Student foreign narrative in Los Angeles ausgezeichnet. Seinen ersten internationalen Kinofilm dreht Tom Keune 2024. An der Seite von Russell Crowe und Rami Malek spielt er in dem Hollywood Film NUREMBERG unter der Regie von James Vanderbilt die historische Figur Robert Ley.
Im Februar 2021 outete sich Keune im Rahmen der Initiative #actout im SZ-Magazin mit 185 anderen lesbischen, schwulen, bisexuellen, queeren, nicht-binären und trans* Schauspielern, um in ihrer Branche und in der Gesellschaft weiter Akzeptanz zu schaffen. Das Presseecho durch sein öffentliches Coming Out in Verbindung mit seiner Hauptrolle in der zweiten Staffel von ALL YOU NEED war groß. Portraits und Artikel brachten u. a. die Süddeutsche Zeitung, die Kieler Nachrichten, die Aachener Nachrichten, die Neue Osnabrücker Zeitung, der Kölner Express und BUNTE
Im Februar 2022 übernahm Tom Keune die Schirmherrschaft über den ICH e. V. Das Interdisziplinäre Centrum für Hören, Sprache und Kommunikation mit Sitz auf dem Gelände des Helios Klinikums in Berlin-Buch bietet hörgeschädigten Kindern und deren Familien eine Anlaufstelle, um sich neutral und unvoreingenommen beraten zu lassen, welche Versorgung für die individuelle Hörbeeinträchtigung des Kindes die beste ist.
Keune lebt in Berlin. Er hat drei Kinder, die er gemeinsam mit einem lesbischen Ehepaar aufzieht.

## Filmografie (Auswahl)
- 2004: Der letzte Zeuge (Fernsehserie, Folge Sandkastenliebe)
- 2012: Die vierte Gewalt (Kinofilm)
- 2012: Rauch (Kurzfilm)
- 2012: Allein unter Nachbarn
- 2013: Christine. Perfekt war gestern! (Fernsehserie, Folge Ich zeig dir meins)
- 2013: Kilometer (Kurzfilm)
- 2013: Familie Dr. Kleist (Fernsehserie, Folge Anfänge)
- 2013: Bella Dilemma – Drei sind einer zu viel
- 2014: Die Fahnderin
- 2014: Mona kriegt ein Baby
- 2014: Reiff für die Insel: Katharina und die Dänen (Fernsehreihe)
- 2014: Alle unter eine Tanne
- 2015: Tatort: Niedere Instinkte (Fernsehreihe)
- 2010–2021: SOKO Leipzig (Fernsehserie, verschiedene Rollen, 4 Folgen)
- 2015: Im Winter, so schön
- 2016: Am Ende der Wald (Kurzfilm)
- 2016: Die Spezialisten – Im Namen der Opfer (Fernsehserie, Folge Die Mädchen aus Ost-Berlin)
- 2016: SOKO Wismar (Fernsehserie, Folge Freispruch)
- 2016: Einfach Rosa – Die zweite Chance (Fernsehreihe)
- 2016: Tierärztin Dr. Mertens (Fernsehserie, Folge Mit offenem Visier)
- 2016: Am Ende der Wald (Kurzfilm)
- 2016: Morden im Norden (Fernsehserie, Folge Am Limit)
- seit 2016: Die Eifelpraxis (Fernsehreihe)
  - 2016: Erste Hilfe aus Berlin
  - 2017: Eine Dosis Leben
  - 2017: Väter und Söhne
  - 2018: Eine Frage des Muts
  - 2018: Gebrochene Herzen
  - 2018: Rachegelüste
  - 2018: Aufbruch
  - 2019: Herzenssachen
  - 2019: Körper und Geist
  - 2021: Familiengeheimnisse
  - 2021: Chancen
  - 2022: Unter Druck
  - 2024: Wann, wenn nicht jetzt
  - 2024: Freiheit zu leben
- 2017: Letzte Spur Berlin (Fernsehserie, Folge Lügengespinst)
- 2017: Alles Klara (Fernsehserie, Folge Mehr Sterne als am Himmel)
- 2017: Die Konfirmation
- 2017: High Society (Kino)
- 2017: Vorwärts immer! (Kino)
- 2017: Der Barcelona-Krimi (Fernsehreihe)
  - 2017: Unter Wasser halten
  - 2017: Tod aus der Tiefe
- 2018: Praxis mit Meerblick – Der Prozess (Fernsehreihe)
- 2018: Lifelines (Fernsehserie, Folge Mein Baby gehört zu mir)
- 2018: Der Prag-Krimi: Wasserleiche (Fernsehreihe)
- 2018: Tatort: Damian
- 2018, 2020: SOKO Stuttgart (Fernsehserie, Folgen 0900 Liebe, Kranke Liebe)
- 2019: Beck is back! (Fernsehserie, Folge Drogendealer)
- 2019: Polizeiruf 110: Mörderische Dorfgemeinschaft (Fernsehreihe)
- 2019: Die Kanzlei (Fernsehserie, Folge Bumerang)
- 2020, 2022, 2024: Die Kanzlei (Fernsehserie, Folgen Feuer und Flamme, Herzversagen, Nackte Tatsachen)
- 2020: Pastewka (Fernsehserie, Folge Das Gästebuch)
- 2020: Toni, männlich, Hebamme: Eine runde Sache
- 2020: Der letzte Mieter
- 2021: Catweazle
- 2021: Was ich eigentlich sagen wollte (Fernsehserie, Folge Der Antrag)
- 2021: Immer der Nase nach
- 2022: All You Need (Fernsehserie)
- 2022: In aller Freundschaft – Die jungen Ärzte (Fernsehserie, Folge Beziehungsweise)
- 2022: Ein Fall für Zwei (Fernsehserie, Folge Paketbombe)
- 2022: Letzte Spur Berlin (Fernsehserie, Folge Der Tänzer)
- 2022: Retoure (Fernsehserie)
- 2022: Kurzschluss (Kurzfilm)
- 2023: Unsere wunderbaren Jahre (Fernsehserie)
- 2023: In aller Freundschaft (Fernsehserie, Folge Am offenen Herzen)
- 2023: Großstadtrevier (Fernsehserie, Folge Marshmallow Mädchen)
- 2023: Stralsund (Fernsehserie, Folge Kaltes Blut)
- 2024: Sexuell verfügbar (Fernsehserie)
- 2024: Zwei zu eins
- 2024: Herrhausen – Der Herr des Geldes
- 2025: Bettys Diagnose (Fernsehserie, Folge Verfahren)